# Elizat Abdureshit
Elizat Abdureshit (uigurisch ئەلىزات ئابدۇرەشىت, chinesisch 艾力扎提·阿不都热西提, * 1. Februar 2000) ist ein chinesischer Fußballspieler uigurischer Abstammung.

## Karriere
Abdureshit spielte von 2021 bis 2023 bei Xinjiang Tianshan Leopard. Danach wechselte er 2023 zu Dalian Huayi. Am 10. September 2024 gab der chinesische Fußballverband bekannt, dass Elizat wegen Beteiligung an Spielmanipulationen für fünf Jahre, vom 10. September 2024 bis zum 9. September 2029, von fußballbezogenen Aktivitäten ausgeschlossen wurde.